# Geflügelpestschutzverordnung
Die deutsche Geflügelpestschutzverordnung war eine Eilverordnung des Bundesministeriums für Verbraucherschutz, Ernährung und Landwirtschaft zur Bekämpfung der Geflügelpest (speziell der so genannten Vogelgrippe H5N1). Sie trat im September 2005 in Kraft. Im Oktober 2007 wurde die Geflügelpestschutzverordnung aufgehoben und die in ihr enthaltenen Vorschriften in die bereits seit 1972 bestehende Geflügelpest-Verordnung integriert.

## Regelungsgehalt
Die Verordnung wurde am 1. September 2005 unter der Bezeichnung Verordnung über Untersuchungen auf die Klassische Geflügelpest von der damaligen Verbraucherschutzministerin Renate Künast erlassen und trat am 4. September 2005 in Kraft. Am 7. Dezember 2005 wurde sie verschärft und hieß seitdem Verordnung über Untersuchungen auf die Klassische Geflügelpest sowie zum Schutz vor der Verschleppung der Klassischen Geflügelpest (Geflügelpestschutzverordnung).
Die Verordnung war zunächst befristet. Die Befristung wurde am 10. Februar 2006 aufgehoben, sodass die Geflügelpestschutzverordnung unbefristet galt, bis sie durch die überarbeitete Geflügelpest-Verordnung vom 18. Oktober 2007 ersetzt wurde.
Die Geflügelpestschutzverordnung war eine Reaktion auf das massive Auftreten von H5N1-infiziertem Wildgeflügel und verpflichtete die Jagdausübungsberechtigten, „das gehäufte Auftreten kranken oder verendeten wildlebenden Geflügels der zuständigen Behörde unter Angabe des Fundortes unverzüglich anzuzeigen“ (so genanntes Wildvogelmonitoring) und gegebenenfalls „Proben von erlegten Enten und Gänsen zur virologischen Untersuchung auf Influenza-A-Virus zu entnehmen und der von der zuständigen Behörde bestimmten Untersuchungseinrichtung zuzuleiten“.
Am 7. Dezember 2005 erweiterte der Verbraucherschutzminister Horst Seehofer die Geflügelpestschutzverordnung um eine Fütterungsvorschrift für bestimmte Hausgeflügelarten: Hühner, Truthühner, Perlhühner, Rebhühner, Fasane, Laufvögel, Wachteln, Enten und Gänse und die Vorschriften zur Durchführung von Geflügelschauen. Tauben blieben ausgenommen.
Darüber hinaus bestimmte die Geflügelpestschutzverordnung, dass überregionale Geflügelmärkte, Geflügelschauen, Geflügelausstellungen und Veranstaltungen ähnlicher Art nur durchgeführt werden durften, wenn der Veranstalter und die Aussteller bestimmte Auflagen erfüllten.
Verstöße gegen die Verordnung konnten als Ordnungswidrigkeiten geahndet werden.

## Stallpflicht
Ursprünglich regelte die Verordnung auch die so genannte Stallpflicht für Hausgeflügel. Die Stallpflicht wurde jedoch später in einer eigenen Verordnung, der Geflügel-Aufstallungsverordnung, normiert. Auch diese Verordnung wurde durch die Geflügelpest-Verordnung aufgehoben.